# Synagoga Adath Israël
Synagoga Adath Israël je synagoga v 11. obvodu v Paříži v ulici Rue Basfroi č. 36. Nese jméno ortodoxní židovské obce, která ji používá. Synagoga je nezávislá na centrální konzistoři.

## Historie
Na počátku 20. století byla založena modlitebna sefardského ritu bez vlastního rabína, ale pod duchovní správou vrchního rabína synagogy Pavée. V 80. letech byla stavba již po stavební stránce nedostačující, proto byla radikálně přestavěna a stala se jednou z nejmodernějších synagog v Paříži. Tato přeměna byla zásluhou prezidenta obce Adath Izraël Dr. Achilla Naftalise, který plány na modernizaci prosadil. Projekt byl zcela financován realitní společností, která odkoupila pozemek s bývalou modlitebnou a kromě synagogy zde postavila i obytný komplex.